# ロールス・ロイス・20/25HP

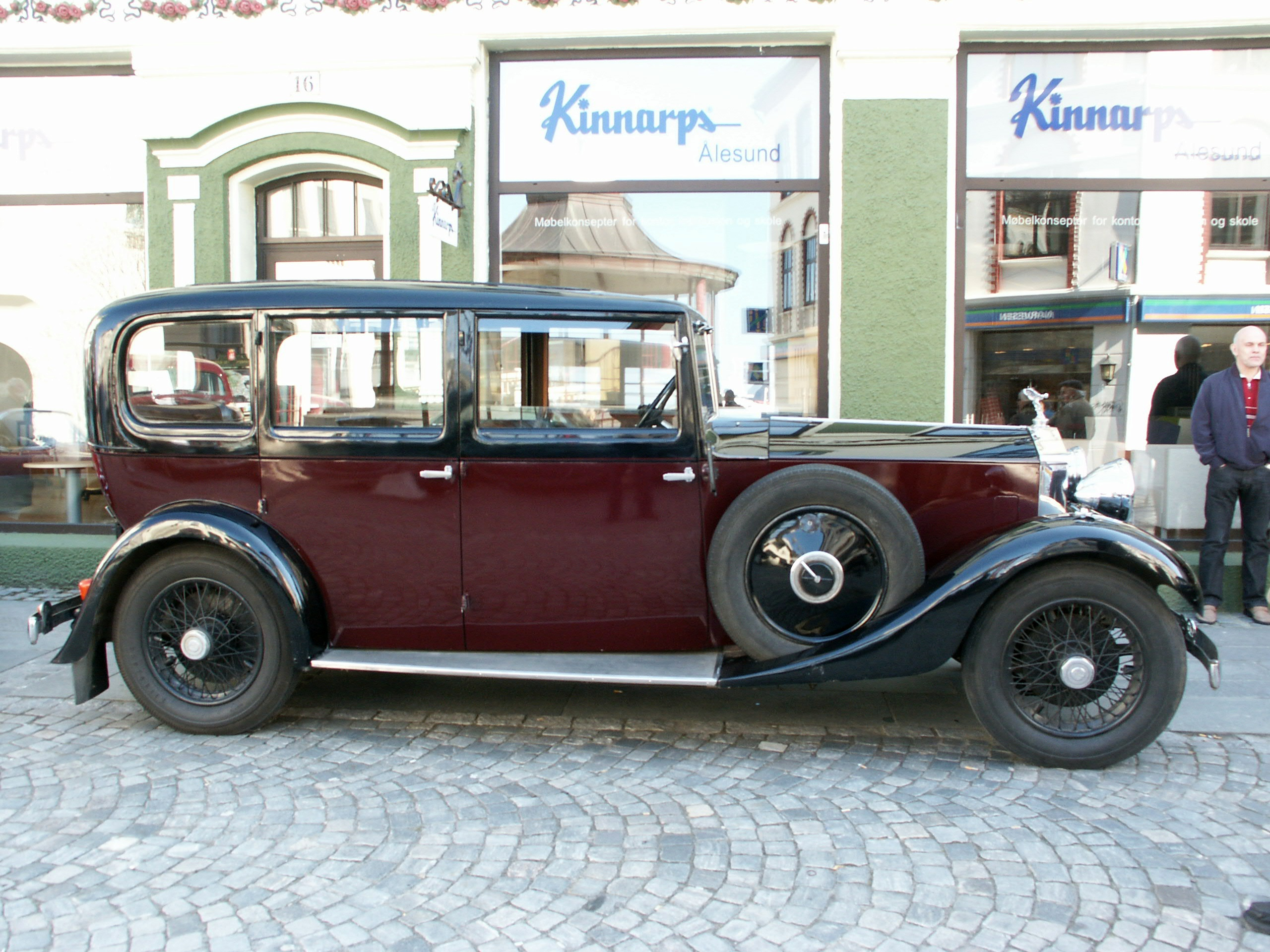
20/25HP

20/25HPはロールス・ロイスが1929年9月から1936年に製造した乗用自動車である。
第一次世界大戦後に発売された中型ロールス・ロイス車トゥウェンティーは不況の産物ではあったが、狭い市街で扱いやすく、決して速くはないがバランスの取れた性能で高い評価を受けた。
しかし時代が進み、顧客の要望を反映して重いボディーを架装されるようになると出力不足が否めなくなった。またその走りは、当時の水準では抜群に滑らかとは言われていたものの、エンジン回転数が3,300 rpm付近に至るとクランクシャフトが捩れて共振を起こす問題が浮上した。そこで、新たに改良型のエンジンを積んだ中型車が企画され、ファントムIIと同時に発表された。
エンジンは内径を拡大し、内径φ82.6mm×行程114.3mmで3,669ccとなった。このエンジンはバランスウェイトを工夫し、フライホイールを軽量化するなどの改良を加えられており、クランクシャフトの試作品が38種も製作されたが、この試行錯誤の末、トゥエェンティーよりも高い3,500rpmを安全に維持できるようになった。当時は工場の実験設備が未熟だったため、メインベアリングの耐久性試験はエンジン車載状態での実走行という手段が採られた。その走行テストは、フランスのオートルートでフルスロットル連続走行10,000マイルをクリアすることで合格、という非常に高い基準であった。当初のメインベアリングはまだバビットメタルであったが、1933年にクランクシャフトが窒化処理されたことで、耐久性はフルスロットル30,000マイルに向上した。
シャシはトゥウェンティー用の細部を改良し、ほぼファントムIIの小型版になっている。ホイールベースは当初129inであったが1930年に132inに変更された。
1932年に『The Motor』がテストした結果最高速度は74mph(約119.1km/h)、トップギアで3mph(約4.8km/h)でスムーズに走行でき、0-50mph(約80km/h)を20秒で加速し、30mph(約48km/h)から12.2mで停止している。また1970年代になっても楽に60mphで巡航できていた個体があったという。
ギアレバーとブレーキが右側にあり、乗降時にズボンの裾に引っかかるため、エレガントに乗降するのは困難である。
1932年からはシャシのみでなく標準ボディーが用意された。
1933年に発売されたベントレー・3½リットルのベースになった。
1936年に発展型の後継モデル「25/30HP」に移行して生産終了した。